# Massachusetts Supreme Judicial Court

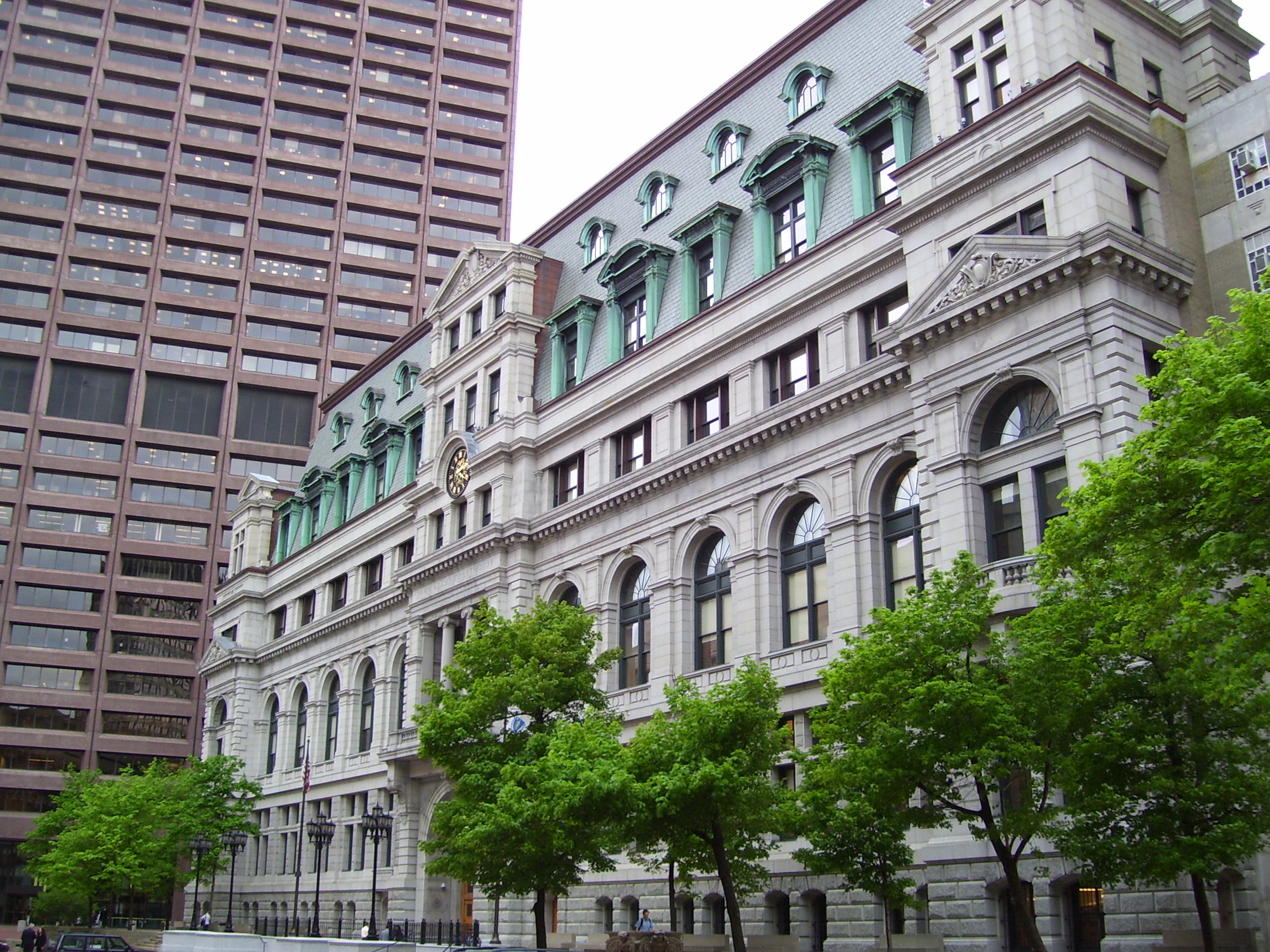
Massachusetts Supreme Judicial Court im John Adams Courthouse (2008)

Der Massachusetts Supreme Judicial Court (SJC) ist der Oberste Gerichtshof des amerikanischen Bundesstaats Massachusetts. Der SJC hat seinen Sitz in Boston im John Adams Courthouse. Er gilt als das älteste noch tagende Appellationsgericht der Vereinigten Staaten.

## Organisation
Der SJC setzt sich aus einem Obersten Staatsrichter und sechs Richtern zusammen. 

## Geschichte
Als die Plymouth Colony und die Massachusetts Bay Colony zu einer Kronkolonie vereinigt wurden, musste im Jahr 1692 die Gerichtsorganisation angepasst werden. Vor diesem Hintergrund entstand der Superior Court of Judicature, aus dem 1780 der SJC hervorging. Ab 1894 tagte der SJC im John Adams Courthouse, das nach dem zweiten Präsidenten der Vereinigten Staaten benannt ist. Aus Platzgründen bezog der Gerichtshof ab 1939 Räumlichkeiten im benachbarten New Suffolk County Courthouse. Im Jahr 2005 kehrte der SJC in das vollständig restaurierte und renovierte John Adams Courthouse zurück.
Ein historisch bedeutsamer Gerichtsprozess, der hier stattfand, betraf das Massaker von Boston im Jahr 1770. Ab Oktober des gleichen Jahres wurde dieses Ereignis in drei unterschiedlichen Gerichtsverfahren vor dem Superior Court of Judicature behandelt. Als Strafverteidiger für Captain Thomas Preston, Angehöriger der British Army, fungierten dabei unter anderem John Adams und Josiah Quincy II, während Robert Treat Paine die Anklage vertrat. Diese Konstellation ergab sich auch in den beiden anderen Verfahren, die mit Freispruch für Preston und sechs Soldaten endeten. Lediglich die Privates Kilroy und Montgomery wurden des Totschlags für schuldig befunden und am rechten Daumen gebrandmarkt.
Der bekannteste Prozess des SJC im 20. Jahrhundert war das Verfahren gegen Sacco und Vanzetti. Dieser verhandelte im Jahr 1926 unter Vorsitz von Richter Arthur P. Rugg ihre Berufung gegen das Urteil von Dedham.